# Martin Doan

a Compétitions nationales et continentales officielles uniquement.

Dernière mise à jour le 16 juin 2025.
Martin Doan, né le 8 octobre 1998 à Toulouse (Haute-Garonne), est un joueur français de rugby à XV.

## Biographie
Martin Doan est formé au SC Albi, et rejoint l'équipe première lors de la saison 2017-2018, prenant part à deux rencontres. En août 2019, il prend les commandes de l'équipe féminine albigeoise en parallèle de son BPJEPS. Au cours de la saison 2019-2020, il inscrit 4 essais en 15 matchs de Fédérale 1.
Martin Doan quitte Albi lors de l'été 2021 pour rejoindre le Top 14 et le Montpellier HR, où il signe un contrat centre de formation. Profitant de la convocation de Cobus Reinach avec l'Afrique du Sud et de la blessure de Benoît Paillaugue, il dispute son premier match le 11 septembre 2021 contre le CA Brive, en remplaçant Gela Aprasidze en deuxième mi-temps. Pour son deuxième match une semaine plus tard face au Stade toulousain, il inscrit son premier essai. Doan dispute son premier match en Coupe d'Europe le 16 avril 2022 sur la pelouse des Harlequins. À l'issue de la saison, Montpellier remporte son premier titre de champion de France de son histoire.
Le 11 juillet 2022, après avoir été prolongé jusqu'en 2024, il est prêté pour un an au Stade montois en Pro D2. Dès la deuxième journée de championnat, il inscrit son premier essai contre Béziers.
À son retour à Montpellier en 2023, il dispute deux matchs avec Montpellier en Top 14.
Le 31 janvier 2024, Martin Doan rejoint le CS Bourgoin-Jallieu d'abord pour quelques mois en tant que joker médical de Jérémy Gondrand puis pour un contrat de deux saisons et demie. Contre toute attente, il revient cependant à Montpellier en février 2025 en tant que joker médical d'Alexis Bernadet, sérieusement blessé avant se mettre un terme à sa carrière en fin de saison.